# Christoffer Columbus
 For alternative betydninger, se Columbus. (Se også artikler, som begynder med Columbus)
Christoffer Columbus (italiensk: Cristoforo Colombo, spansk: Cristóbal Colón, portugisisk: Cristovão Colombo) (født 31. oktober 1451, død 20. maj 1506) var en navigatør og opdagelsesrejsende fra Genova. Han er kendt, fordi han ledte den ekspedition, der ankom som den første europæiske opdagelsesekspedition til Amerika - derfor kaldes han ofte "opdageren af Amerika", selvom der naturligvis allerede boede mennesker der, og skønt vikingerne tidligere havde fundet Amerika, uden det dog havde givet rigtig genlyd i Europa.

## Baggrund
Tyve byer i Spanien og femten i Italien siges at påstå, at Columbus blev født i deres by. Selv oplyste han i sit testamente, at han var født i Genova. Han bevilgede nemlig penge til byen, så der altid skulle stå et hus der, hvor medlemmer af familien Columbus kunne bo, for "jeg rejste fra den by, og dér var det, jeg blev født".
Hans far, der hed Domenico Columbus, og farfar var uldvævere. Hans mor, Susanna Fontanarossa, kom også fra en uldvæverfamilie. Som tak for indsatsen i en lokal krig, fik Columbus' far ansvar for Genovas byport ved Olivella. Han åbnede også en kro ved væveriet, men da et andet politisk parti overtog magten i byen, måtte familien flytte, og slog sig ned i Savona. Columbus var den ældste af fem søskende. Søsteren Bianchinetta giftede sig med en ostehandler, og nævnes ikke mere. Som vicekonge ville Columbus ikke have en ostehandler til svoger. Én bror døde i ung alder, mens Bartolomeo blev korttegner. Giacomo blev kendt under sit kastilianske navn Diego. Intet tyder på, at Columbus nogensinde sendte penge hjem eller på andre måder hjalp sine forældre. Tværtimod gav han og sønnen indtryk af at nedstamme fra den gamle romerske konsulfamilie Colon. Hos lokale munke fik han lært at regne, navigere, læse og skrive latin – italiensk var dengang ikke et eget skriftsprog. Hans søn påstod, at faren havde studeret ved universitetet i Pavia, og at han ikke var den første admiral i familien, men ingen af delene passer.
Som fjortenårig tog Columbus til søs. Intet tyder på, at han nogensinde var kaptajn, før han blev udnævnt til "admiral over oceanet", men han havde været sømand, opkøber og handelsagent for genovesiske firmaer i 25 år. I en alder af 25 flyttede han til Lissabon, hvor hans bror Bartolomeo solgte søkort og bøger fra en kiosk ved havnen, lige ved et torv, hvor der blev solgt afrikanske slaver. Columbus lærte sig der at tegne kort, og læste bøger om historie og geografi, som han fyldte med egne notater. Særligt var han optaget af Pierre d'Aillys Imago Mundi. I kapitlet om Jordens omkreds regnede han ud, at den er på 30.192 km, og tilføjede: "Dette er sandheden." I virkeligheden er der tale om 40.000 km. Denne fejlberegning blev årsag til, at han senere aldrig forstod, hvor han var, da han havde krydset Atlanterhavet. Han støttede sig også til Ptolemæus, der i sin geografi var kommet til en omkreds på 33.000 km. Svaret lå ellers lige for. Eratosthenes havde allerede i antikken beregnet Jordens omkreds til 44.400 km, og han blev refereret i de bøger, Columbus studerede. Men Columbus holdt sig til de tal, der passede ham selv bedst. Da han skulle beregne Asiens størrelse, mente han, det var så stort, at Atlanterhavet næppe kunne være bredere end 60 grader. Men hvor meget er så en breddegrad? I Columbus' bøger havde Aristoteles et svar, der kun afveg tolv meter fra den virkelige værdi, men det blev for bredt for Columbus. I Imago Mundi fandt han en arabisk geograf, der beregnede 56 arabiske mile mellem to breddegrader ved ækvator. Columbus satte det lig med 56 romerske mile. Men arabiske mile er meget længere, sådan at deres grader var ligeså brede som hos Aristoteles. Columbus kom dermed frem til, at afstanden mellem Europa og Asien højst kunne være 4.000 km – men i virkeligheden er afstanden den femdobbelte.
Selv om han kun var en ukendt indflytter, blev Columbus gift med adelsdamen Felipa Perestrello e Moñiz. Hendes far havde deltaget i opdagelsen og erobringen af Madeira, og som belønning havde han fået titel af guvernør over den mindste af Madeira-øerne, Porto Santo, som var hans len. Parret boede delvis i Lisboa, og delvis i familieboligen på Porto Santo, en ludfattig, nærmest ørkenagtig ø. Sammen fik de sønnen Diego, men senest i 1485 var Felipa død. Det ser ikke ud til at have været nogen større sorg for Columbus, der knapt nævner hende.
I 1484 fik han foretræde for kong Johan 2. af Portugal, som imidlertid var en kundskabsrig mand, der lyttede til opkomlingen med skepsis. Han nedsatte dog en kongelig kommission til at vurdere Columbus' forslag om at bekoste en ekspedition til det fjerne Cipango (dvs. Japan), som Columbus havde læst om hos Marco Polo, og mente, man kunne nå ved at sejle mod vest. Kommissionen fastslog, at vejen til Cipango – hvis øen da overhovedet fandtes – var alt for lang, fordi Jorden er større og afstandene længere, end Columbus mente. Nedslået over afslaget og tynget af gæld pakkede han sine sager og gik med sin lille søn om bord i et skib, der tog dem mod syd til den nærmeste spanske havn, Palos.

## Første opdagelsesrejse
I Spanien slog Columbus sig ned i Huelva, i franciskanerklostret La Rábida, hvor munkene kunne tage hånd om hans søn. Abbeden, Juan Pérez, var en ungdomsven af dronning Isabella, og nu en af hendes skriftefædre. Gennem klostret skaffede Columbus sig vigtige støttespillere, og i januar 1486 ankom han Cordoba for at fremlægge for kongeparret sine planer om at nå Indien ved at krydse Atlanterhavet. Han måtte dog vente i fire måneder. I Cordoba lærte han den femten år yngre Beatriz Enriquez at kende. De flyttede sammen, og fik i 1488 sønnen Fernando. Beatriz kunne læse og skrive, men Columbus stilede højere end at blive gift med én, der var datter af en landmand og vinhandler. I sit testamente tilgodeså han hende dog med en årlig sum på 10.000 maravedí, dvs. en sømands årsløn, "for hun piner min samvittighed, skønt jeg for anledningen ikke helt forstår hvorfor". Men hver gang, nogen har foreslået at helgenkåre Columbus, fordi han skaffede den katolske kirke så mange sjæle ved at opdage et helt udøbt kontinent, har Vatikanet afslået ved at vise til hans forhold til Beatriz og deres "uægte" søn Fernando.
Columbus levede kun for sit projekt. Isabella bevilligede ham en lille løn som ansat hos hende. Han indgav hende den forestilling, at han med guldet fra Indien kunne befri Jerusalem fra islam. Undervejs blev han indkaldt til en kommission af videnskabsmænd, der ved nytårstid 1490/91 afviste hans planer med, at Jordens afstande er langt større end i hans beregninger, og desuden henviste til Augustins udtalelser om, at alt uden for den kendte verden er ubeboeligt, for ellers ville det jo ikke være ukendt for os.
Columbus' venner i La Rábida talte dog hans sag ved hoffet, og han fik igen audiens. Dronningen sendte penge, så han kunne købe nyt tøj, samt tilladelse til at skaffe sig et muldyr. Pga. krigen mod maurerne var alle ridedyr rekvirerede af kronen. Han blev mødt med venlighed i Sevilla, og en ny kommission nedsat. Men så fremsatte han sine betingelser: At han og hans mandlige efterkommere for altid skulle tilhøre adelsstanden; at han fik titlen Admiral af Oceanet, som skulle gå i arv fra far til søn; udnævnes til vicekonge af alle nye lande, der blev opdaget, også som arvelig titel; og endelig skulle han og hans efterkommere have ret til mindst 10 % af de værdier, der sendtes fra områderne, han kom til at opdage. Hoffet var lamslået. Her stod en fattig fyr, ekviperet af dronningen, og fremførte som tak sine forlangender på gebrokkent kastiliansk. Svaret var nej, og han forlod slottet. Men Columbus' støtter anførte, at man jo kunne gå med på hans krav, på betingelse af, at han fandt noget, før han fik dem indfriet. Med den nyhed nåede dronningens kurér ham ved Pinos-broen. 4. april 1492 var alle papirer underskrevet, og kongeparret skrev breve på latin, stilet til de fyrster, Columbus ville møde på rejsen. I et kongeligt dekret hed det, at alle dømte forbrydere blev sat fri og benådet, hvis de lod sig mønstre på hans skibe. Byen Palos havde i en periode sjusket med skatteindbetalingen og i stedet været pålagt at holde skibe parat til kongelig tjeneste. Nu fik byen besked om at stille tre karaveller til Columbus' disposition, men den havde kun to. Granada var faldet, og muslimerne overvundet, så Kastilien skulle nu blive et rent, kristent land. De første jødiske familier var kommet dertil før kristendommen, men nu fik de fire måneder til enten at lade sig døbe eller rejse. De mange jøder, der nu forlod Spanien ad søvejen, fik rederne til at holde skibene i havn, for at presse priserne i vejret. Når Columbus fik fat i erfarne søfolk i stedet for straffedømte, skyldtes det Martin Pinzón, kaptajn på Pinta, og hans kontakter. Besætningen gik om bord aftenen før afrejse, dvs 2. august, som var sidste frist for alle udøbte jøder til at forlade Spanien.
Rejsen blev indledt 3. august 1492 fra Palos, hvor han med tre skibe (Santa Maria, Niña og Pinta) og 87 mænd sejlede vestpå. I spanske statsarkiver har man fundet de 87 besætningsmedlemmers navne og opgaver. Da de blev lønnet af kronen, noteredes det nøje, hvad de hed, og hvad deres opgaver om bord var. Der var hverken præster, missionærer, nybyggere eller soldater med. Det drejede sig om en civil forskningsekspedition, medbringende en del kongelige tjenestemænd. De fleste om bord var unge, men erfarne sømænd fra Andalusien. Hele ekspeditionen kostede ca. to millioner maravedí, svarende til prisen på et tusinde køer, altså ingen imponerende sum. Det meste kom fra finansmanden Luis de Santangel, der sikrede sig ved at forlange fjorten procent renter over to år, og fremskaffede pengene fra kronens hemmelige politi-organisation, Hermandades, hvor han var skatmester. Columbus havde lånt sig til en ottendedel af summen. Resten kom fra Kastilien og byen Palos.
Columbus fandt ikke Indien, men genopdagede i stedet Amerika. 12. oktober samme år gik han i land på øen San Salvador, hvor han kom i kontakt med fredelige indfødte. Han var så sikker på, at han havde nået det asiatiske fastland, at han lod hele mandskabet efter tur sværge på, at de var kommet til Asien. Det hele blev nedtegnet af protokolføreren. Hvis nogen brød den ed, sagde Columbus, skulle de straffes med store bøder eller få tungen skåret af.
28. oktober opdagede han Cuba, som han kaldte Juana efter den spanske kronprins. Mandskabet spejdede forgæves efter guld langs den cubanske kyst, og Columbus noterede, at han havde set tre havfruer. 20. november fik kaptajn Pinzón på Pinta nok og sejlede sin vej. Juleaften var havet blikstille, da Santa Maria grundstødte på koralrev. Af materiale fra det ødelagte skib rejste man den første fort i Den nye verden, kaldet La Navidad (= Juleaften), som blev bemandet med ca. fyrre mand, der blev efterladt der. Columbus skrev til kongeparret, at overskuddet fra fortet i løbet af tre år ville kunne finansiere et korstog for at befri Jerusalem. Senere nævnede han aldrig igen, at han havde tabt sit flagskib. Nu dukkede Pinta op igen. Pinzón havde opkaldt floden, hvor de mødtes, efter sig selv, Rio Martín Alonzo, men Columbus ændrede det til Rio Gracias (= Nådens flod), med tanke på, at han nådigt overså, at Pinzón havde deserteret og forladt ham. Sammen satte de nu kursen hjemad. Vinteren 1492-1493 var imidlertid blandt de hårdeste i 1400-tallet; havnen i Genova frøs til, og Lissabons havn var i ugevis blokeret på grund af storme. Pinta og Niña kom atter fra hinanden i kæmpebølgerne. Mandskabet lovede fortvivlet, at de skulle gå i procession til den nærmeste Maria-kirke, klædt i den bare skjorte, hvis de bare kom levende i land. Columbus smed også en forseglet tønde til søs, indeholdende en beskrivelse af rejsen. Den blev påstået at være genfundet til 400-årsjubilæet i 1892, men det blev afsløret som fup, da notaterne var på engelsk. Til sidst kom Niña dog i havn på Azorerne, hvor lokalbefolkningen forsikrede, at de aldrig havde set mage til storm. En gruppe af sømændene gik i land som lovet i skjorten for at takke jomfru Maria, men kom ikke tilbage. De var arresteret af portugiserne, der mente, de havde været i Afrika, et område, portugisisk søfart havde monopol på. Da en delegation portugisere kom ned til Niña og forlangte, at Columbus overgav sig, brød de sammen i latter over denne skæggede, snavsede mand, der på sit ilde tilredte fartøj gebrokkent påstod, at han var Admiral over Oceanet. Sagen gik dog i orden, da han havde fremvist sit pas og sine papirer.
En ny storm tvang Niña ind til Lissabon, hvor pesten hærgede. Columbus fortalte kong Johan, at han ventede sig meget af at have fundet søvejen til Asien. 15. marts 1493 nåede de frem til Palos. Pinzón var nået først frem med Pinta og havde sendt en ilkurér til hoffet i Barcelona, men kongen svarede, at de ville afvente Columbus' hjemkomst. Da Pinzón kom til Palos, tog han direkte hjem til sit hus, hvor han døde en eller to dage senere. Columbus havde dermed vundet og fremviste de indianske fanger, han havde holdt indespærret i et bur på dækket, papegøjer og andet. Dette vakte stor opsigt, og nyheden om hans opdagelser spredtes hurtigt i Europa. Kong Johan af Portugal gjorde krav på den nye verdensdel under henvisning til pavelige buller, der skænkede alt land syd for de Kanariske Øers breddegrad til Portugal. Men den nyvalgte pave, Urban 6., var spansk, og han takkede for den kongelige støtte, han havde modtaget under pavevalget, ved at udstede fire buller, Traktaten i Tordesillas, hvorved områder vest for den 46. længdegrad tilfaldt Spanien, mens resten tilfaldt Portugal. Derfor blev Brasilien tilfældigvis portugisisk, mens områderne rundt om dette område kom under Spanien. Begejstret ved udsigten til det enorme antal udøbte sjæle i den nye verdensdel gav pave Urban det spanske kongepar hæderstitlen Los reyes católicos (= De katolske regenter).

## Anden rejse
Columbus gjorde sig hurtigt klar til en ny tur, og 24. september 1493 drog han af sted, denne gang fra Cádiz med hele 17 skibe og 1.200 mænd, deriblandt broren Diego og 200 adelsmænd. Det var den største enkeltstående ekspedition, der nogensinde havde forladt Europa. 3. november opdagede de en ø, og da det var søndag, fik den navnet Dominica (i De Små Antiller). Flåden sejlede nu fra ø til ø (i alt 46). På Santa Maria de Guadeloupe måtte de vente i mange dage, da nogle af søfolkene drog plyndrende rundt og dermed fór vild. Da man ledte efter dem, fandt man hytter, hvor gryderne endnu var varme, og indeholdt rester af mennesker. Man fandt tyve kvinder, der blev fedet op for at blive spist, og kastrerede smådrenge, der blev holdt som slaver, til også de skulle fortæres. Da spaniolerne nærmede sig en kano, hvor to nykastrerede slaver blev holdt fanget, blev de beskudt med forgiftede pile, så den ene spaniol døde i løbet af nogle minutter. Columbus satte kurs for Hispaniola, hvor han havde efterladt ca. fyrre mand på den første rejse. Alle var døde. De lokale indianere var blevet trætte af spaniolernes udplyndring og kvinderov, og da en gruppe spanioler forlod fortet, blev de dræbt af nabohøvdingen. Fortet blev angrebet og brændt ned af høvdingen Caonabó og hans folk. Pater Buil, som var udnævnt til at være den første missionær i Columbus' Indien, forlangte, at de døde skulle hævnes, men det gik Columbus ikke med til. Han sejlede videre, men stolede aldrig igen på de indfødte. Som erstatning etablerede han byen Isabela, ved en malariabefængt sump hvor intet ville gro. I løbet af få døgn blev der rejst flere hundrede hytter, men så blev folk syge. Situationen var så fortvivlet, at Columbus sendte tolv af fartøjerne hjem, med instrukser til kongen om forstærkninger, samt forslag om salg af indianere som slaver i Spanien.
Senere sejlede flåden til Cuba, hvortil den ankom 24. april 1494, og i perioden maj til september udforskede Columbus og hans folk denne ø, samt Jamaica, hvor storm gjorde skade på skibene, maden slap op, og guld fandt de intet af. Columbus lå syg med febervildelse og reumatisme, og måtte bæres i land i Isabela. Hans bror Bartolomeo var dog ankommet med titel af guvernør. Spaniolerne havde nu fået nok af at beordres rundt af to udlændinge, og pater Buil og flere andre rejste hjemad for at rapportere til kongen om brødrene Columbus' vanstyre. Indianerne havde også fået nok, og tidligt i 1495 ledede Columbus og Bartolomeo personligt en straffeekspedition med musketter, kanoner og dresserede hunde. Indianerne blev slået på flugt, men gik over til en guerillakrig, det tog brødrene ti måneder at nedkæmpe. Høvding Caonabó blev holdt som fange, og Columbus' søn Fernando skrev: "Nu kan en spanjol gå i fred hvor han vil, nyde markens grøde og tage gratis hvilke kvinder, han vil have, og han kan bede de indfødte om at bære ham på skuldrene, så længe det passer ham." Over 1.600 indfødte blev ført fangne til Isabela, hvor 500 blev håndplukket for salg i Sevilla, hvoraf 200 raskt omkom. Columbus tvang også hver indfødt, der var fyldt fjorten år, til at møde op hver tredje måned med så meget guld, der kan rummes i en falkebjælde, som han uddelte til hver. I stedet for guld kunne man betale med 11 1/2 kilo bomuld. Når guldet eller bomulden var leveret, fik vedkommende en kobbermønt til at hænge om halsen. Den, der ikke bar sådan en mønt, blev hårdt straffet – pisk eller hænderne hugget af. De indfødte flygtede naturligt nok op i bjergene og genoptog guerillakrigen. De tilbageblevne sled livet af sig på marker og guldfelter.
I mellemtiden var pater Buil og de andre mytterister nået hjem. Kongen sendte umiddelbart en kontrollør, Juan Aguado, til Vestindien for at undersøge forholdene. Krænket og rasende over denne mistillid iførte Columbus sig franciskanernes brune kutte, og ville rejse hjem for at få en undskyldning, men en voldsom storm raserede byen Isabela totalt, samt skibene i havnen, bortset fra Níña. Af vragrester byggede man India, det første skibsbyggeri i den nye verdensdel, og disse to skibe satte 10. marts 1496 kursen mod Spanien med 200 spanioler om bord – de fleste syge – samt tredive indianske fanger. Mange døde undervejs, også Caonabó. Der var fem gange så mange om bord, som der var plads til, og rationerne så knappe, at søfolkene planlagde at spise indianerne, eller i hvert fald smide dem over bord for at få deres rationer. Det fik Columbus dem dog talt fra.
11.juni ankom de to skibe Cádiz, næsten tre år efter afrejsen. Columbus var blevet furet og hvidhåret, og gik i munkekutte. Der lå tre karaveller klare for afsejling til Hispaniola, men ingen jublede ved synet af de ankomne, der vaklede i land.

## Tredje rejse
To år senere drog Columbus igen mod vest med afrejse 30. maj 1498. Da det var hans tredje rejse, satte han den i Treenighedens tegn. De to første af de i alt otte skibe var allerede rejst i januar 1497, medbringende de første spanske kvinder til Den nye verden. Denne gang fik Columbus i opdrag at undersøge farvandene ned mod ækvator. Ifølge Aristoteles skulle Jordens rigdomme befinde sig på den samme breddegrad, så når portugiserne havde fundet guld i Vestafrika, måtte Columbus kunne finde guld i det land, der lå lige vest for portugisernes guld. Ved afrejsen fik han øje på hofmanden Juan Ximeno oppe på kommandobroen. Columbus anså ham som den, der havde lagt ham flest hindringer i vejen, og gik løs på manden med slag og spark. Bagefter sendte Columbus kongeparret et forklarende brev, men undskyldte ikke sin optræden.
Fra Kap Verde-øerne mod vest løb skibene ind i seks dages vindstille. Det var bagende hedt, og vand- og vintønder gærede, så jernbåndene brast. Det salte kød gik i forrådnelse. Columbus lå til sengs med gigtsmerter og søvnløshed, og talte i vildelse om Den hellige Augustins advarsler om det brændende hav. Da regnen kom, lagde han kursen mod nord langs kysten. Havde han fortsat mod vest, havde han sandsynligvis sejlet ind i Amazonasflodens udmunding.
31.juli fik mandskabet øje på tre bjerge på en ø, og da færden var i Treenighedens tegn, fik øen navnet Trinidad. Mandskabet fik dog aldrig gået i land, da indianere i kano dukkede op og beskød dem med forgiftede pile. I stedet sejlede de videre til det sydamerikanske fastland, hvor de udforskede området omkring Orinocoflodens udmunding (vore dages Venezuela), men uden at opdage, at det var fastland. Her var mægtige østersbanker, og de næste 200 år tjente Spanien en formue på perler herfra. Columbus påstod, at strømmen i Orinocofloden var så stærk, at man måtte næsten tyve sømil væk for at finde saltvand. Han havde selv læst, at de største floder (Nilen, Ganges, Eufrat og Tigris) havde fælles udspring i Paradis, og mente derfor, at dette var stedet.
Indimellem blødte han så meget fra øjnene, at han knapt kunne se. Trods dette foretog han alligevel mange målinger, der overbeviste ham om, at han havde fundet Paradis; desuden mente han at have opdaget, at Jorden ikke var rund, som man ellers havde antaget, men pæreformet eller med form som et kvindebryst.
Paradis lå nærmest himlen, ligesom på toppen af brystvorten. Når man sejlede mod ækvator, sejlede man jo opad, mente han.

Derpå rejste han til Hispaniola, hvortil han ankom 19. august og genså de folk, han havde efterladt på sin forrige rejse. Mange var døde af sygdomme, og tæt på 200 var smittet af syfilis. I Santo Domingo, opkaldt efter Columbus' far, var der nærmest borgerkrig.
Den tidligere borgmester Francisco Roldán, havde ledet et oprør mod Columbus' bror Bartolomeo, og forgæves forsøgt at kapre et skib for at sejle hjem. I stedet flygtede oprørerne ind på øen og lovede den lokale høvding at alle, der hjalp dem mod Bartolomeo, ville slippe for skat og tvangsarbejde. Columbus' mænd kendte intet til oprøret, da de nu gik i land; men de fleste var frigivne kriminelle, og sluttede sig straks til Roldáns oprørere. Columbus' medbragte forsyninger gik derfor til mytteristerne.
Det påfølgende år forhandlede Columbus forgæves med Roldán, der ikke var nogen bandit, men havde fået mange af koloniens fattige med sig. Da oprørerne klagede over det hårde arbejde, havde Bartolomeo lovet dem indianske slaver, hvis de vendte tilbage; men oprørerne levede i fredelig sameksistens med indianerne og afslog tilbuddet.
Utilfredsheden og aggressive indfødte beboere resulterede efterhånden i anklager mod Columbus for dårlig ledelse, og hjemvendte nybyggere klagede til kongeparret. Disse sendte administratoren Francisco de Bobadilla til Den nye verden. Han ankom 23. august 1500 til synet af en galge med syv hængte oprørere. Columbus' yngste bror Diego forklarede, at flere skulle hænges, men man måtte vente, da ingen præst var til stede, og ingen blev henrettet uden først at have bekendt sine synder og fået nadveren. Efter nogle dage ankom præsten, men oprørslederen Muxica påstod, at han havde glemt alle sine synder og ikke kunne komme i tanker om noget at bekende. Columbus gav da ordre om at smide Muxica i havet fra et højt tårn. Det fik Bobadilla afværget. Han flyttede i stedet ind i brødrene Columbus' bolig, og beslaglagde deres ejendele og dokumenter. Bartolomeo prøvede at befri sine to fængslede brødre med magt men opgav, da Columbus forklarede, at Bobadilla handlede efter ordre fra kongen. De tre brødre blev lagt i jern, Columbus ovenikøbet af sin egen kok. De blev så sejlet til Spanien. Ude på havet tilbød kaptajnen at løse lænkerne, men Columbus forlangte at beholde dem på. Han gik i land i Cádiz i lænker, og selv om de senere blev fjernet, beholdt han dem hos sig resten af livet.
På hjemturen havde han skrevet et langt, bedende brev til kongeparret, der derpå lod ham og brødrene slippe fri. Det skete dog med tab af såvel velvilje som titlen af guvernør, og som ekstra salt i såret måtte han indse, at Vasco da Gama havde vundet kampen om at komme med skib til Indien. Han havde i stedet for at sejle vestpå, som Columbus, sejlet syd om Afrika.

## Fjerde rejse
Columbus’ fjerde og sidste rejse mod vest startede 11. maj 1502 med ankomst på Martinique 15. juni. Hensigten var at møde da Gama på det indiske fastland, og Columbus medbragte et brev fra kongeparret, som han skulle overrække da Gama under en planlagt ceremoni på den anden side af Jorden. Ellers skulle han lede efter guld, sølv, ædelstene og krydderier, og han fik streng besked om ikke at sende indianere som slaver til Kastilien.
Med på rejsen var hans bror Bartolomeo, sønnen Fernando på knap femten år og som navigatør, Diego Tristán, en følgesvend fra tidligere rejser.
Skibene hed La Capitana, Bermuda, Gallega og Vizcaina.
Fordi da Gama havde nået Indien ad den østlige rute, kaldte Columbus "sine" områder i Den nye verden "Vestindien".
Columbus havde også fået streng besked om ikke at besøge Santo Domingo, der nu blev styret af hans fjender. På grund af en truende orkan søgte han alligevel nødhavn i byen, ikke mindst fordi Bermuda var sprunget læk. Den nye guvernør, de Ovando, nægtede ham havnetilladelse – trods orkanudsigten. Han måtte derfor lægge til i læ i en flodmunding. I Santo Domingo sejlede på samme tid en stor flåde på 28 skibe ud med kurs mod Spanien. De fleste af Columbus’ fjender var om bord – Bobadilla, med alle dokumenterne om Columbus’ vanstyre, og oprørslederen Roldán. Så kom stormen med fuld styrke. Alle fartøjer i Santo Domingos havn blev knust, og af den store flåde på vej mod Spanien gik 24 skibe ned, og 500 mennesker druknede – deriblandt alle Columbus' fjender og alt bevismaterialet. Kun ét af de 28 skibe kunne fortsætte hjemad uden afbrydelser – det var skibet, der var lastet med Columbus' ejendele, som Bobadilla havde konfiskeret, men måttet tilbagelevere – deriblandt alt guldet, Columbus' ti procent. På de andre skibe havde der været ni tons guld, men det gik alt sammen tabt.
Med kun mindre skader kunne Columbus drage videre mod Centralamerika, og han ankom til Honduras 14. august. Her havde indianerne en højere kultur: De vævede stoffer, bearbejdede kobber, drak en type majsøl og havde større kanoer med en kahyt midt på. De talte om "mayan" vestpå, og mente dermed mayakulturen; men Columbus tolkede det som "Manji", en kinesisk provins. Så måtte Marco Polos Chiamba (vore dages Vietnam) ligge mod syd, mente han, og i 28 dage krydsede skibene gennem en storm, der søndersled sejlene og skyllede proviant over bord: "Jeg har oplevet mange storme, men ingen så forfærdelig og så langvarig som denne," skrev Columbus. Regnen øsede ned, så der ikke kunne gøres ild op til madlavning; mandskabet spiste de bløde skibskiks, der vrimlede af orm, og sov, hvor de fik sat sig. Var der et ophold i regnen, blev de overfaldt af fluer og myg fra mangrovesumpene i land. Da vejret blev roligt, gik der patruljer i land; spaniolernes første møde med lamaer, aber og krokodiller.
De ankom til Panama 16. oktober. Columbus satte kursen ind i en kanal, men den endte i lagunen Chiriqui og en brat bjergvæg. Imidlertid var der store mængder guld på egnen. Columbus mente, han havde nået "Ptolemaios' gyldne halvø", og indianerne fortalte, at der kun var ni dagsrejser til fods til det andet store hav. Columbus regnede ud, at så var der højst elleve dagsrejser til udløbet af Ganges. Han sejlede dog først til det utilgængelige guldfelt Veragua, da en hvirvelstorm brød løs og næsten skræmte livet af mandskabet, der dog mente at have klaret sig ved at læse i Johannesevangeliet. I ugevis kæmpede de på "dette hav af blod, der kogte som en gryde på ilden," skrev Columbus. Først 6. januar 1503 nåede de mundingen af en mindre flod, han døbte Belén (= Betlehem) og som førte til Veragua. Gennem tæt skov og over frådende floder nåede de frem til guldfeltet, og plukkede mere guld op på en time end ellers i løbet af mange måneder. Lokalbefolkningen søgte imidlertid at jage dem væk. Alligevel besluttede Columbus at etablere et fort på stedet, kaldt Santa Maria de Belén (= jomfru Maria af Betlehem). Bartolomeo skulle efterlades i kolonien med firs mand.
Men pludselig sank flodvandet så skibene sad fast, og derpå blev fortet angrebet af indfødte. Spaniolerne sad i klemme uden mulighed for flugt, men lykkedes i at tage høvding Quibian og mange af hans slægtninge til fange. Resten blev dræbt, og landsbyen ødelagt. Høvdingen flygtede, men de andre fanger blev spærret inde i flagskibets lasterum – til Guds velbehag, mente Columbus, for nu steg flodvandet, og tre af skibene tog af sted. Gallega var så medtaget af termitter og orme, at hun blev efterladt som depot for kolonisterne. Men indianerne angreb igen. Columbus, der havde høj feber og malaria, stod skrigende på dæk og så ligene af sine landsmænd komme drivende ned fra fortet. Brændinger og strøm gjorde det umuligt at komme de indespærrede spanioler til hjælp. Til sidst klarede adelsmanden Diego Méndez at befri dem fra det belejrede fort. Ved hjælp af sammenbundne kanoer fik han dem og alle deres ejendele i sikkerhed. Kun Gallega blev liggende tilbage. Columbus fik et sammenbrud, hvor han hørte Guds stemme tale til sig, mens Quibians fangne sønner fik lastelugen åbnet og flygtede i land. De øvrige fanger havde hængt sig med knæene trukket op under hagen, fordi taget var så lavt. Columbus styrede nu mod Santo Domingo med sine to sidste, synkefærdige fartøjer, der sprang mere og mere læk med 120 mænd klemt sammen om bord.
De sejlede mod vind og strøm, og da en seks dages storm slog de to skibe mod hinanden, endte det med, at de måtte søge nødhavn ved Santa Gloria-bugten på Jamaica. Columbus havde været der før. Skibene kunne ikke længere holde sig flydende, så de blev trukket på land, og hytter bygget på dækkene til beskyttelse mod lokalbefolkningen. Det var de sidste skibe, Columbus havde kommando over. Ingen spanioler drog til Jamaica, fordi der ikke fandtes guld. Et enormt sund med stærke strømme og hårde vinde skilte Jamaica fra Hispaniola. Diego Méndez og Columbus' ungdomsven Bartolomeo Fieschi prøvede alligevel at krydse over. De blev udrustet med to kanoer med sejl, og et brev til det spanske kongepar, hvor Columbus skriver, at han i Veragua fandt kong Salomos miner, og at han har beslaglagt landkortene, så kun han ved, hvor guldet befinder sig. Han har fundet Paradis, og vil omvende kejseren af Kina til kristendommen. Indianerne tvang imidlertid de to udsendinge tilbage til skibene, og først senere lykkedes Columbus' bror og en eskorte på 70 mand i at sejle ud. I mellemtiden holdt lokalbefolkningen spaniolerne med fødevarer, deriblandt store rotter og øgler, som spaniolerne hurtigt vænnede sig til at synes om. Men omkring fyrre var alvorligt syge, og 2.januar 1504 brød et mytteri ud. Nu var kun de syge, samt tyve raske mænd, tilbage hos Columbus, der selv var sengeliggende. Indianerne afslog at komme med mere mad. Columbus fik dem dog overtalt ved med held at forudsige en måneformørkelse. I Abraham Zacutos bog, Almanach Perpetuum, som han altid havde med, havde han læst, at formørkelsen ville indtræde tre dage senere; men da han ikke havde andet ur end Solen og det timeglas, der blev vendt hver halve time, kunne han ikke være helt sikker på tidspunktet. Han tilkaldte alligevel indianerne og advarede dem om, at hans gud ville straffe dem med sin vrede og tage måneskinnet fra dem, hvis de ikke bragte spaniolerne mad. Det var de ikke overbevist om, men tre dage senere formørkedes Månen ganske rigtigt. Indianerne faldt grædende på knæ, og forsyningerne gik i orden igen.
Først efter et år og fem dage på Jamaica blev de skibbrudne hentet af Diego de Salcedo, som Columbus engang havde givet monopol på al sæbehandel på Hispaniola. Salcedo havde lejet en karavel. I den endelige rapport om ekspeditionen, står der om opholdet på Jamaica: "Ingen ved hvorfor vi drog derhen, om det da ikke var et rent indfald." Hjemrejsen foregik i et så frygteligt uvejr, at to af masterne knækkede. 7. november 1504 nåede de den spanske kyst. Columbus blev båret i land i Sevilla, hvor han bosatte sig. Alle de, der kom hjem sammen med ham, flyttede ind i tre huse i nærheden. Columbus betalte deres udgifter.

## Sidste år
Allerede i 1499 fik andre end Columbus ret til at krydse havet. De fleste ekspeditionsledere var hensynsløse militære og eventyrere, der kun var ude efter at berige sig. I 1505 fik Columbus besøg i Sevilla af sin ven Amerigo Vespucci, der havde skrevet en beretning om sin rejse i Venezuela. I begejstring over bogen foreslog videnskabsmanden Martin Waldseemüller at opkalde den nye verdensdel efter Vespucci; deraf "Amerika". Columbus-familien har aldrig protesteret mod navnet. Columbus selv var død, da navnet Amerika kom i brug.
Columbus var aldrig ude efter at kolonisere nye, ukendte lande. Han ledte simpelthen efter en genvej til Asiens rigdomme. Hans interesse for foretagendet begrænsede sig til hans egen fordel af det. Han indgav en fordring til den spanske krone på at få 10% af alle indtægter fra de nye lande, som han mente sig berettiget til fra sin tid som vicekonge, ifølge den oprindelige aftale inden den første rejse. Hans støttespiller dronningen var imidlertid død, og kongen mente, han ikke skyldte ham noget efter arrestationen under den tredje rejse. Det forlød, at inkvisitionen var begyndt at interessere sig for Columbus, for var der ikke trolddom med i spillet, da samtlige fartøjer gik ned i 1502, lige undtaget det skib, der førte hans guld? Columbus fnøs af det hele. Han rejste efter hoffet fra by til by, og fremsatte forgæves sine krav, til sidst i Valladolid, hvor han lå i febervildelse og dikterede breve om, at han kommanderede 10.000 ryttere i kampen for at befri Jerusalem. Hans sidste brev var til kongeparrets datter, Juana la loca (= den sindssyge), der var på besøg i hjemlandet.
Columbus døde trods alt som en ret velhavende mand Kristi Himmelfartsdag 20. maj 1506. Velstanden skyldtes de rigdomme, hans egne mænd havde samlet sig på Hispaniola. Hans død skyldes ifølge nutidige vurderinger et hjerteanfald som følge af Reiters syndrom (gigt). Ifølge hans dagbogsoptegnelser havde han haft alvorlige symptomer de tre sidste år af sit liv.
Begravelsen i Valladolid var enkel med kun få fremmødte. Ingen fra hoffet deltog. Han blev begravet i et franciskanerkloster, der ikke mere eksisterer. Senere sørgede sønnen Diego for, at den døde blev flyttet til Las Cuevas-klostret i Sevilla. I 1541 lod Diegos enke, doña Maria de Colón, vicedronning af Santo Domingo, levningerne af både sin ægtemand og sin svigerfar begraves i katedralen i Santo Domingo (i det nuværende Dominikanske Republik). I 1795 blev øen erobret af franskmænd, der sendte Columbus' kiste – eller det, man antog var hans kiste – til Havana på Cuba, der var spansk område. I 1898 tabte Spanien Den spansk-amerikanske krig, og Columbus blev igen sendt over Atlanterhavet. Denne gang blev han gravlagt i Sevillas katedral under store hædersbevisninger, men i Santo Domingo er man overbevist om, at han stadig ligger der, og at det var hans søn Diego, som blev sendt til Sevilla. I Havana påstås det samme, og i Spanien betvivles det, at franciskanermunkene ville slippe Columbus' lig fra sig. Hvis han stadig ligger i Valladolid, befinder han sig under Café del Norte ved søjlekolonnaden på byens torv, hvor klostret engang lå.

## Efterkommere
Hans brødre Bartolomeo og Diego vendte tilbage til Vestindien. Hans yngste søn Fernando blev præst og samlede et af samtidens største biblioteker med over 12.000 bind, mens den ældre Diego indledte en retssag mod kronen. Processen varede i over 50 år. Diegos søn Luis var en døgenigt, der ødslede familieformuen væk, indtil hans mor afbrød retssagen og indgik et forlig. Den ældste søn frasagde sig titlerne "vicekonge" og "guvernør", men beholdt titlen af admiral og adelantado. Luis blev idømt syv års fængsel for bigami, men benådet og vendte hjem til Kastilien. Hans søster Isabel giftede sig med don Jorge, en søn af den portugisiske konge. Luis' yngre bror Cristóbal blev den fjerde Admiral over Oceanet, men døde barnløs, hvorpå der udbrød en familiefejde, der først blev løst, da den portugisiske prins don Alvaro (en søn af Columbus' sønnedatter) overtog titlen.
Den nuværende Cristofer Columbus og Admiral over Oceanet bor under politibeskyttelse og meget tilbagetrukket i Madrid. Hans søster, doña Anunciada de Haro, forvalter familiearkivet og forsvarer familiens navn og rettigheder i domstolene. Med jævne mellemrum gør andre krav på slægtskab og titler, især en familie i Genova. I 1986 blev den daværende Cristofer Columbus dræbt i et ETA-attentat i Madrid. Han var marineofficer og mangeårig overhoved for den spanske flådes skoleskib Juan Sebastian de Elcano.

## Arven efter Columbus
Columbus efterlod sig ca. tyve breve og et stort antal notater i de bøger, han læste. Ingen af hans dagbøger er bevaret i original. Sønnen Fernando, der var sytten år ved sin fars død, skrev en biografi om faren tredive år senere, men den findes kun i en italiensk oversættelse fra 1571.
I lighed med Columbus var de efterfølgende conquistadorer optaget af at berige sig. Det samtidige spanske øjenvidne Bartolomeo Las Casas skrev, at mindst tyve millioner indianere blev udryddet i de første år af det spanske erobringstogt. Kastilianerne troede på Gud, kejseren og Kastilien. En forfatter fra Katalonien skrev, at "de sætter sig selv så højt og ser sådan ned på alle andre, at de giver indryk af, at det kun er dem, der er steget ned fra himlen, og at alle vi andre er lavet af lort."  Columbus' opdagelse af det amerikanske kontinent for Europa førte til kolonisering af de sydamerikanske lande, de indfødte kulturers fald, og de multikulturelle amerikanske staters fødsel.
Han har endvidere lagt navn til Columbus-ægget.